# Castillo de Aguilar de la Frontera
El castillo de Aguilar de la Frontera, también conocido como castillo Poley o castillo Pontón, es un castillo medieval ubicado en la localidad de Aguilar de la Frontera (Córdoba, España).

## Historia
Las primeras referencias al castillo datan del siglo IX, perteneciendo al área de influencia del rebelde Omar Ibn Hafsún y ubicando en este lugar la plaza de armas y una línea de defensa. El 16 de abril del año 891, Ibn Hafsún es derrotado en la batalla de Poley por las fuerzas del soberano Abd Allah I.
El castillo formó parte de la cora de Cabra hasta la conquista cristiana definitiva por Fernando III en 1240. Un siglo más tarde, en 1352, don Alfonso Fernández Coronel, que acababa de recibir el señorío, se subleva contra el rey Pedro I. Las tropas del monarca atacaron el castillo y la devolvió a la Corona un año después, decapitando al traidor y eliminando las águilas esculpidas que recordaban al rebelde. En 1356 recibió el castillo Martín López de Córdoba, maestre de la Orden de Calatrava, quien fortificó el castillo con varias murallas, puertas y torres. Tras la primera guerra civil castellana en 1369 y la victoria del rey Enrique II, el castillo pasó a manos de Gonzalo Fernández de Córdoba por su fidelidad durante la guerra civil y por su intervención en la defensa de la capital durante el asedio de Pedro I.
También quedan evidencias de la torre circular de la Cadena, llamada así por los eslabones que tuvo esculpidos, que fue derruida por el terremoto de Lisboa de 1755.
Sin embargo, la destrucción más grande del castillo llegó a mediados del siglo XIX con Juan Vila Cordón, corregidor de la ciudad, autorizó demoler el castillo y utilizar sus piedras, principalmente el mármol rojo de Cabra del patio de armas, para las calzadas municipales. Hoy en día solo nos queda sus ruinas: una torre, las murallas, un foso, el cementerio hoy trasladado y un pequeño anfiteatro.

## Protección
Fue declarado Bien de Interés Cultural el 29 de junio de 1985 en figura de Monumento.
El 27 de diciembre de 2010 se abrió un centro de interpretación dentro del recinto que abarca la historia del castillo, pero también el paisaje y la historia de la ciudad.